# ACDSee Photo Editor
ACDSee Photo Editor — платная проприетарная программа для креативной обработки цифровых фотографий для Microsoft Windows.
Создатели позиционируют редактор как простой в использовании, что достигается посредством так называемых «How-tos» (в переводе: «Как это делается») — пошаговых инструкций с популярными задачами. Например, так можно сделать обложку компакт-диска, обёртку, винную этикетку, пригласительную или поздравительную открытку, обои для рабочего стола и др.
Имеются простые инструменты вроде исправления красных глаз, обрезания краёв, убирания зернистости, эффекты светорассеяния, свечение краев, и прочие функции. Прямое экспортирование в Microsoft PowerPoint.

## Системные требования
- Процессор Intel Pentium 4 или эквивалентный, 512 МБ оперативной памяти (рекомендуется 2 ГБ), 300 Мб свободного места на жёстком диске (рекомендуется 1 ГБ).
- Рекомендуется разрешение экрана: 1024x768 @ 16

## История
ACDSee Photo Editor был анонсирован ACD Systems Int’l Inc 10 июля 2006 года как преемник ACDSee version 3.1 и позиционировался как средство для «креативных личностей, у которых нет времени или желания изучать такие сложные продукты как Photoshop».
- ACDSee Photo Editor 4.0.118 (11 августа 2006)
- ACDSee Photo Editor 4.0.195 (3 мая 2007)
- ACDSee Photo Editor 4.0.207 (14 мая 2007)
- ACDSee Photo Editor 4.0.211 (15 февраля 2008)
- ACDSee Photo Editor 2008 5.0.244 (6 марта 2008)
- ACDSee Photo Editor 2008 5.0.264 Beta 2 (21 апреля 2008)
- ACDSee Photo Editor 2008 5.0.286 (10 июня 2008)